# Зворанешти (Њамц)
Зворанешти (рум. Zvorănești) насеље је у Румунији у округу Њамц у општини Тимишешти. Oпштина се налази на надморској висини од 273 m.

## Становништво
Према подацима из 2002. године у насељу је живело 166 становника, од којих су сви румунске националности.